# Oberdorf am Hochegg
Oberdorf am Hochegg war eine Gemeinde mit 727 Einwohnern (Stand: 31. Oktober 2013) im Süd-Osten der Steiermark im Bezirk Südoststeiermark. Im Rahmen der Gemeindestrukturreform in der Steiermark wurde die Gemeinde 2015 mit den Gemeinden Fladnitz im Raabtal, Kirchberg an der Raab und Studenzen zusammengeschlossen, die neue Gemeinde führt den Namen Kirchberg an der Raab. Grundlage dafür war das Steiermärkische Gemeindestrukturreformgesetz – StGsrG.

## Geografie

### Geografische Lage
Oberdorf am Hochegg liegt ca. 23 km südöstlich von Graz und ca. 13 km westlich der Bezirkshauptstadt Feldbach im Oststeirischen Hügelland.

### Nachbargemeinden
- im Norden: Petersdorf II, Sankt Marein bei Graz und Studenzen
- im Osten: Kirchberg an der Raab
- im Süden: Sankt Stefan im Rosental
- im Westen: Petersdorf II und Zerlach

### Gemeindegliederung
Das Gemeindegebiet umfasst folgende drei Ortschaften (in Klammern Einwohnerzahl Stand 31. Oktober 2011):
- Oberdorf am Hochegg (440)
- Radersdorf (182)
- Tiefernitz (100)

Die Gemeinde besteht aus den Katastralgemeinden Oberdorf, Radersdorf und Tiefernitz.

## Politik

### Gemeinderat
Der Gemeinderat besteht aus 9 Mitgliedern und setzt sich seit der Gemeinderatswahl 2010 aus Mandaten der folgenden Parteien zusammen:
- 6 SPÖ
- 3 ÖVP

### Wappen
Die Verleihung des Gemeindewappens erfolgte mit Wirkung vom 1. August 1998.

Wappenbeschreibung: In silbernem Schild ein mit einem silbernen Faden innen bordiertes schwarzes Kreuz, bewinkelt von grünen Rosenzweigen mit je einer roten Rose mit silbernen Staubgefäßen.

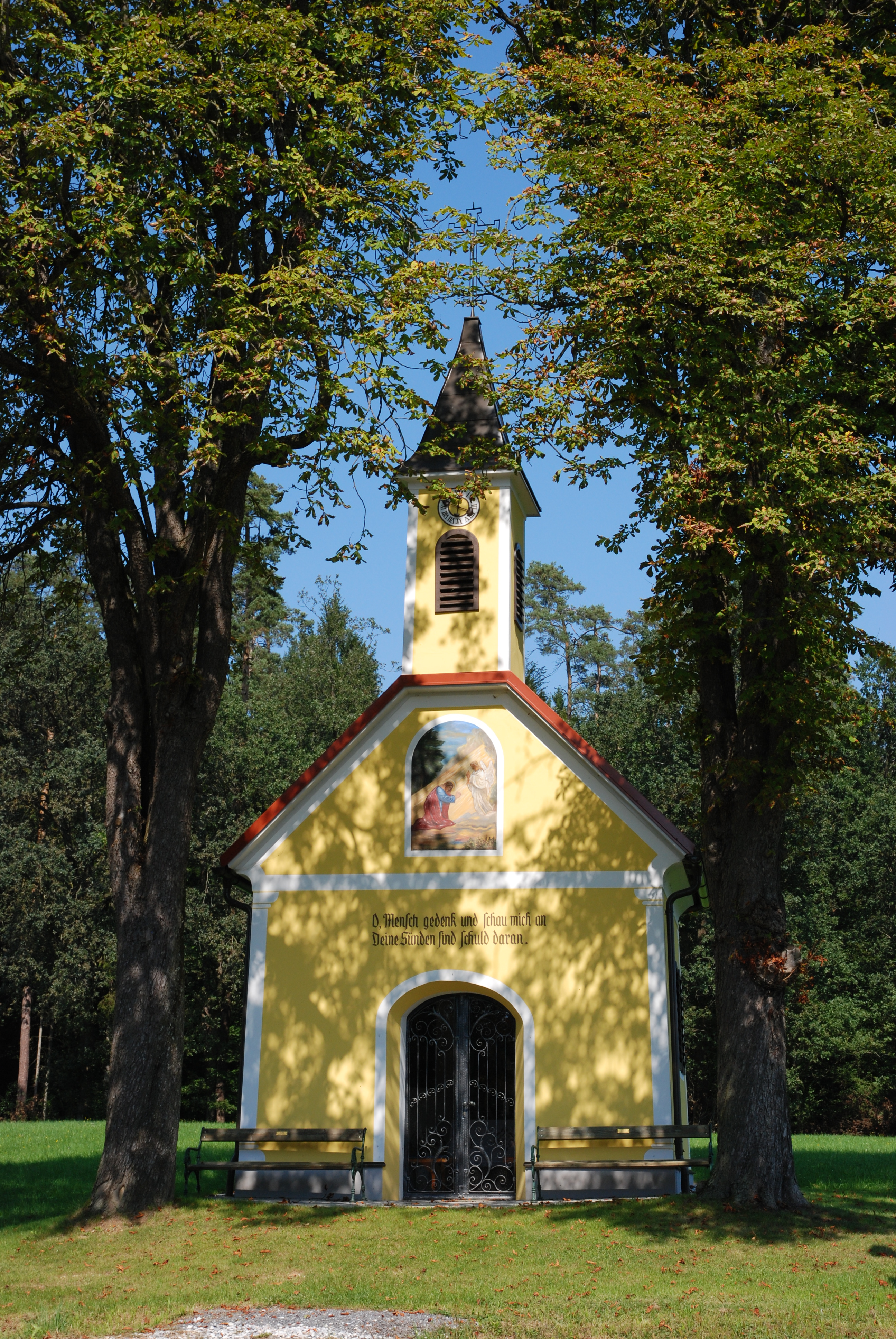
Kapelle Radersdorf